# Lac-operon
lac-operonet är ett operon i bakterien E. coli som är specialiserat på att initiera nedbrytningen av laktos (mjölksocker) till dess monosackarida nedbrytningsprodukter, som cellens sedan kan använda som energikälla. Operonet består av tre gener som möjliggör E. coli-bakteriens livnäring på laktos. En av generna ger upphov till β-galaktosidas vilket är ett enzym som spjälkar laktoset till β-D-galaktos samt β-D-glukos vilket bakterier sedan kan ta upp energi ifrån. Den andra genen kodar för proteinet galaktosid-permeas som släpper in laktosmolekylen i själva bakteriecellen för att lac-operonet sedan skall kunna operera. Den tredje genens funktion är dock fortfarande okänd och man har endast hypoteser för dess funktion.

## Positiv och negativ reglering

Då laktos (vit) förekommer i operonets omgivning släpper repressorn (grön) operatorn (röd) och låter RNA-polymeraset (gul) binda till promotorn (orange) för att sedan starta transkriptionen.

lac-operonet tillhör den typ av operon som kan regleras både positivt och negativt. Detta innebär dels att när det t.ex. finns en hög halt glukos i omgivningen är operonet avstängt eftersom laktos inte längre finns för spjälkning, detta kallas för negativ reglering. Emellertid finns det en gen (kallad I-gen) som är en så kallad hushållsgen, vilket innebär att den uttrycks konstitutivt (ständigt). Genen kodar för ett protein, kallad lac-repressor, som i sin tur binder till en specifik sekvens, kallad operator, i lac-operonets promotor. Ett konstitutivt uttryck för denna gen är viktig eftersom lac-repressorn är det fysiskt hindrande proteinet för RNA-polymeraset att påbörja sin transkribering av operonet och därmed bildandet av de proteiner som generna kodar för. Blir det t.ex. i detta fall laktos närvarande så släpper lac-repressorn operonet och RNA-polymeraset kan binda till promotorn för att sedan transkribera.
Positiv reglering sker istället med hjälp av en aktivator som underlättar initieringen av transkription för RNA-polymeras. Detta sker eftersom RNA-polymeraset inte alltid kan binda bra till promotorn på grund av promotorns inte alltid passande utformning, vilket en aktivator kompenserar och gör det mer lättillgängligt för RNA-polymeraset att börja transkribera.

## Molekylärbiologiska tillämpningar
Inom molekylärbiologi och bioteknik används metoder baserade på lac-operonet i flera olika tillämpningar, bland annat T7-systemet och blåvit screening.